# Емануель Рінґельблюм
Емануель Рінґельблюм (Емануїл,, Менахем, пол. Emanuel Ringelblum; 21 листопада 1900, Бучач — 7 грудня 1944, Варшава) — польський історик юдейського походження, педагог, громадський діяч. Доктор історії (1927 р.). Кузин письменника, Нобелівського лауреата Шмуеля Йосефа Аґнона.

## Життєпис

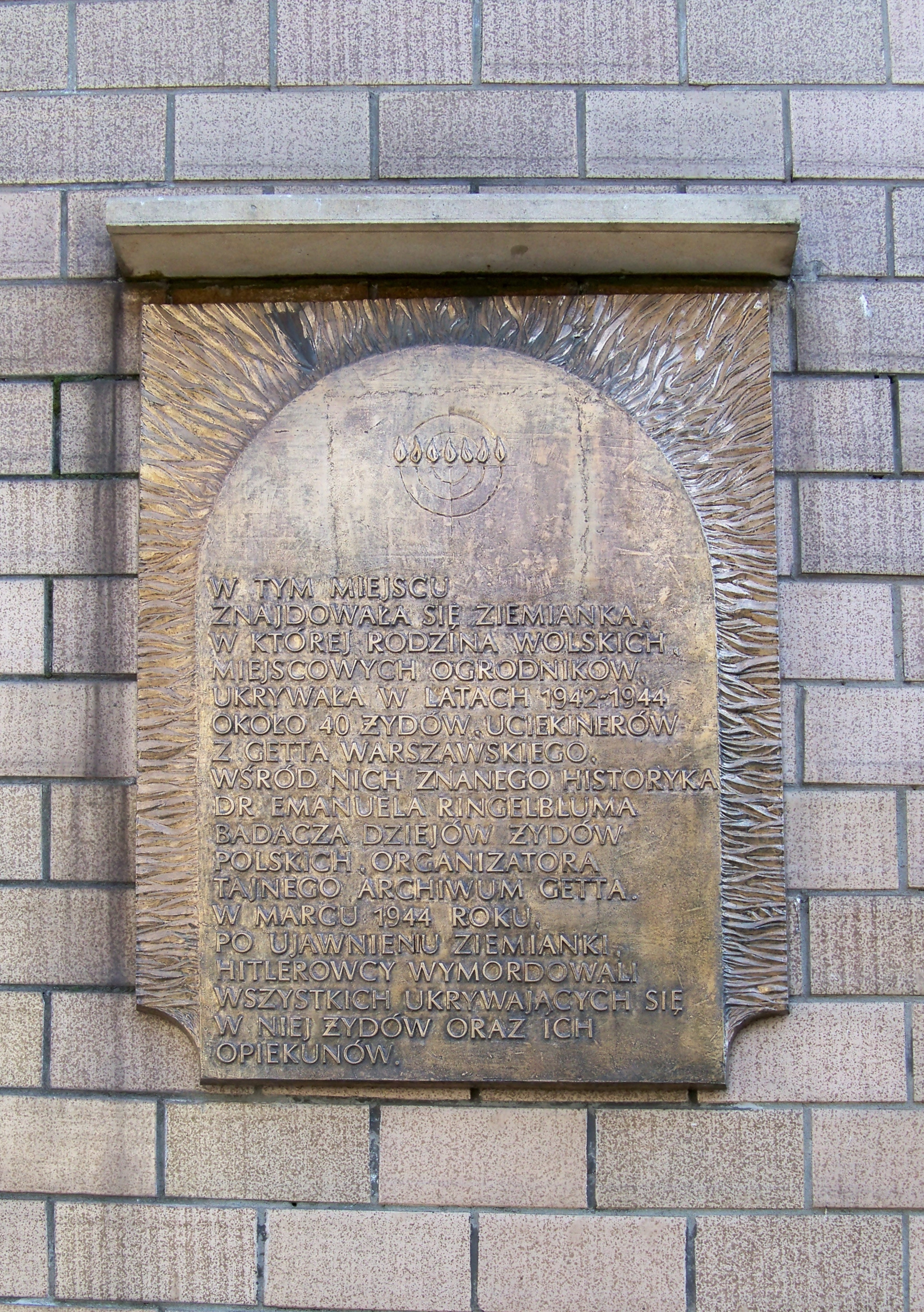
Меморіальна таблиця на вулиці Ґруєцькій, 77 на честь мешканців та опікунів бункеру

Народився в м. Бучачі (нині Тернопільська область, Україна, тоді Королівство Галичини та Володимирії, Австро-Угорщина) родині купця Файвіша Рінґельблюма та його дружини Муні з Геллерів; мав брата та дві сестри.
Навчався в хедері, один рік — у державній гімназії в Бучачі,. Під час Першої світової родина переїхала до Нового Санчу, де в 1919 році Емануель закінчив місцеву гімназію. Того ж року вступив на гуманістичний виділ Варшавського університету. Зі студентських років був членом організації «Поалей Сіон (лівиця)».
Головним джерелом його доходів була праця в єврейських світських школах, якою він займався до 1938 року.
Під час другої світової війни організував таємний архів Варшавського гето.
Згодом разом із дружиною Юдітою та сином Уріелем переховувався в бункері «Крися» на «арійському боці» Варшави, де продовжував писати історичні праці. У березні 1944 року схованку викрило Гестапо, а євреїв, що в ній переховувалися, стратили. Така ж доля спіткала й поляків, що опікувались бункером.

## Наукові роботи Рінґельблюма
Автор багатьох статей про єврейські ґміни в Польщі. Особисті нотатки Рінґельблюма, написані рідною мовою, були впорядковані та поступово опубліковані в щоквартальнику ŻІН («Bleter far Geszichte»).
Окремі праці:
- Żydzi w Warszawie. Cz. I. Od czasów najdawniejszych do ostatniego wygnania w r. 1527. (1932, докторська дисертація)
- Teksty źródłowe do nauki historii Żydów w Polsce i we wschodniej Europie
- Dzieje zewnętrzne Żydów w dawnej Rzeczypospolitej
- Żydzi w powstaniu kościuszkowskim та інші.